# Jean-Luc Berlet
Jean-Luc Berlet, né le 14 janvier 1966 à Phalsbourg, en Lorraine et mort le 16 septembre 2018  à Caro (Morbihan) est un philosophe français.

## Biographie

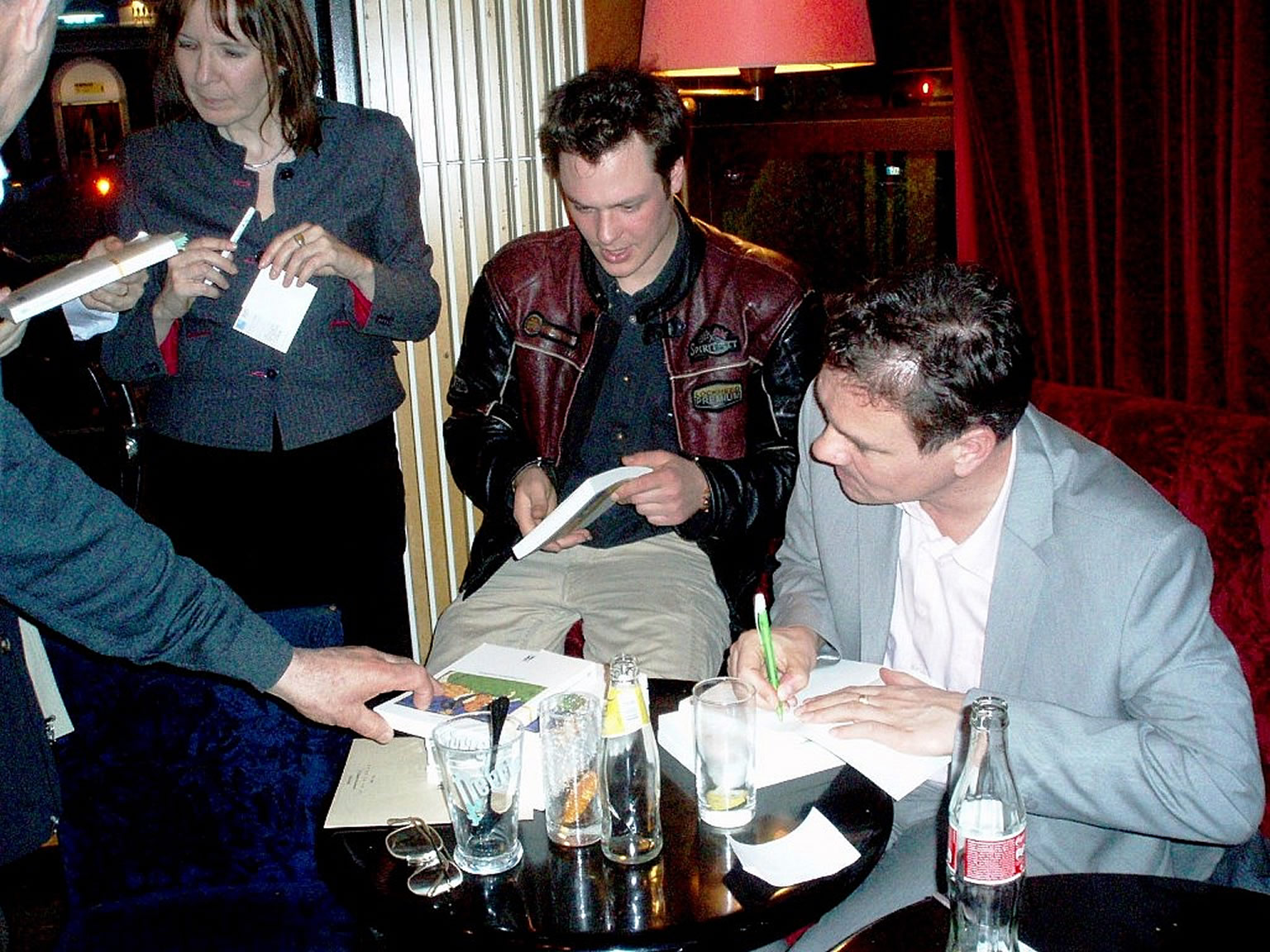
Jean-Luc Berlet, Café de la Muette, dédicace de la 5e Cavalière, avril 2009

Très tôt passionné de philosophie, Jean-Luc Berlet obtient en 1999  un doctorat à l'université Paris-Sorbonne. En 1999, paraît un essai philosophique : « Le Complexe de Dieu : la révolte métaphysique en Occident » (éditions Imago-Exergue), où il ébauche la notion du  « complexe de Dieu,. »
Dans le sillage de Marc Sautet, Jean-Luc Berlet anime des cafés philosophiques et renouvelle le genre, créant le concept du « resto-zen » pour partager la philosophie dans des restaurants asiatiques ; plus tard à la fin des années 1990, élargissant les nouvelles pratiques philosophiques, il lance un nouveau type de réflexion philosophique avec le concept du « Café-Tao », où il s'agit de faire dialoguer les sagesses d'Occident et d'Asie. Il anime par ailleurs une revue trimestrielle : « Les Échos philosophiques. »  
Avec quelques amis il crée en 2000 l'association Accord Philo  qui gère divers cafés philosophiques à Paris et quelques activités culturelles (salons philosophiques, débats à thème pour des vernissages et des expositions, etc.). Cette association est toujours active mais ne gère plus que deux cafés philosophiques, au Colibri et au Café gourmand.
Il meurt à la suite d'un accident de la route en septembre 2018, à l'âge de 52 ans.

## Ouvrages
Catalogue BNF, ouvrages de Jean-Luc Berlet
- 1999 : Le Complexe de Dieu : la révolte métaphysique en Occident (Imago)
- 2005 : Au-delà du désespoir [essai], l'Harmattan.
- 2008 : La Cinquième cavalière les Éd. Romaines.
- 2012 : Le Syndrome de Kierkegaard : Kierkegaard, Dieu et la femme les Éd. Romaines.
- 2014 : Les Détours de l'amour : mysticisme et romantisme les Acteurs du savoir-Saint-Léger éditions.
- 2017 : Et si la vérité était femme ? : l'échec sublime de Nietzsche les Acteurs du savoir-Saint-Léger éditions.
- 2018 : La 5e Cavalière de l'Apocalypse (réédition), les Acteurs du savoir-Saint-Léger éditions.